# Cercyon terminatus
Cercyon terminatus är en skalbaggsart som först beskrevs av Thomas Marsham 1802.  Cercyon terminatus ingår i släktet Cercyon och familjen palpbaggar. Arten är reproducerande i Sverige. Inga underarter finns listade i Catalogue of Life.